# キャット・ストリート (オックスフォード)
座標: 北緯51度45分15秒 西経1度15分14秒 / 北緯51.7543度 西経1.2540度

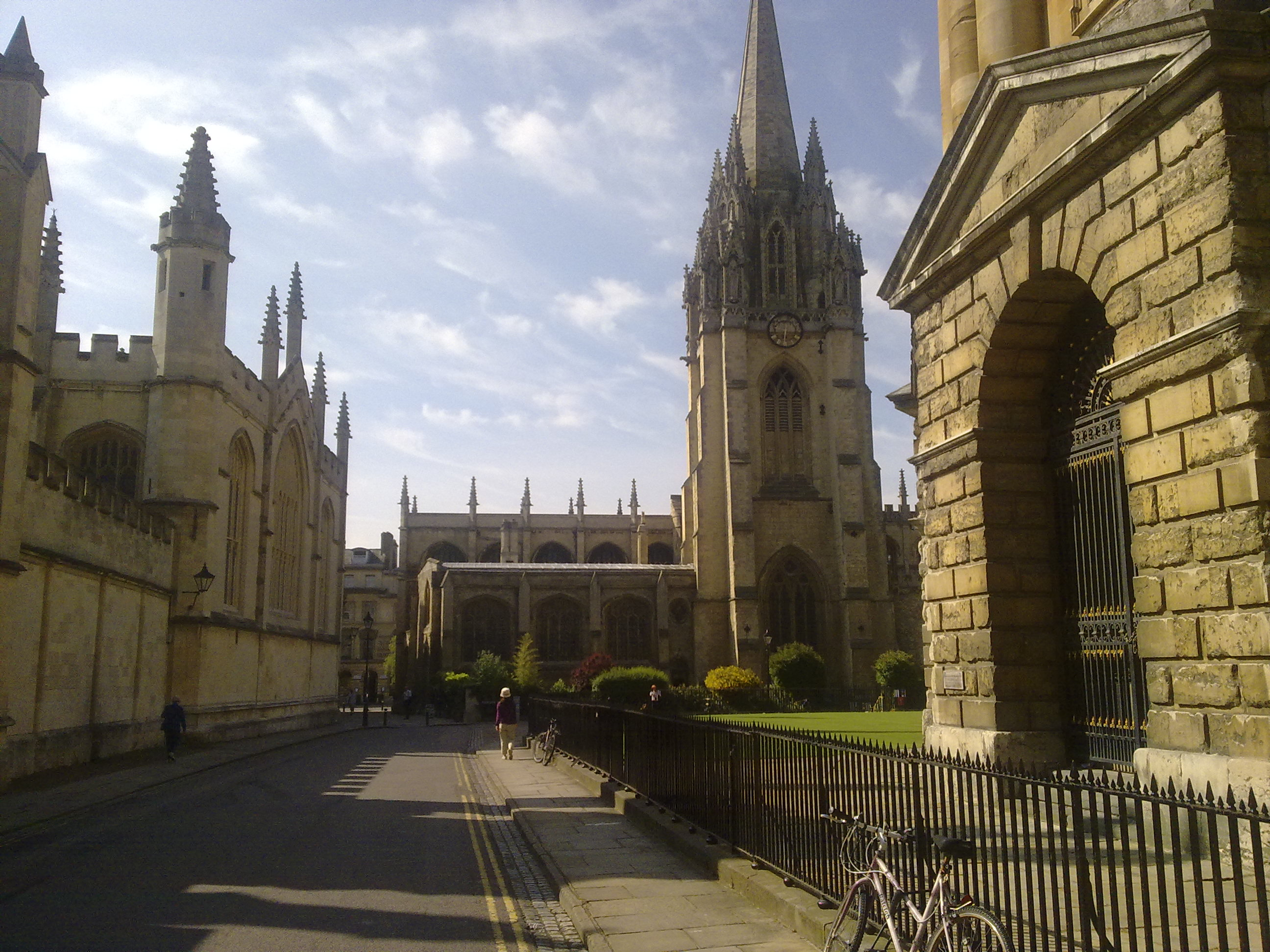
キャット・ストリートを聖母マリア大学教会方面へ南に望む。

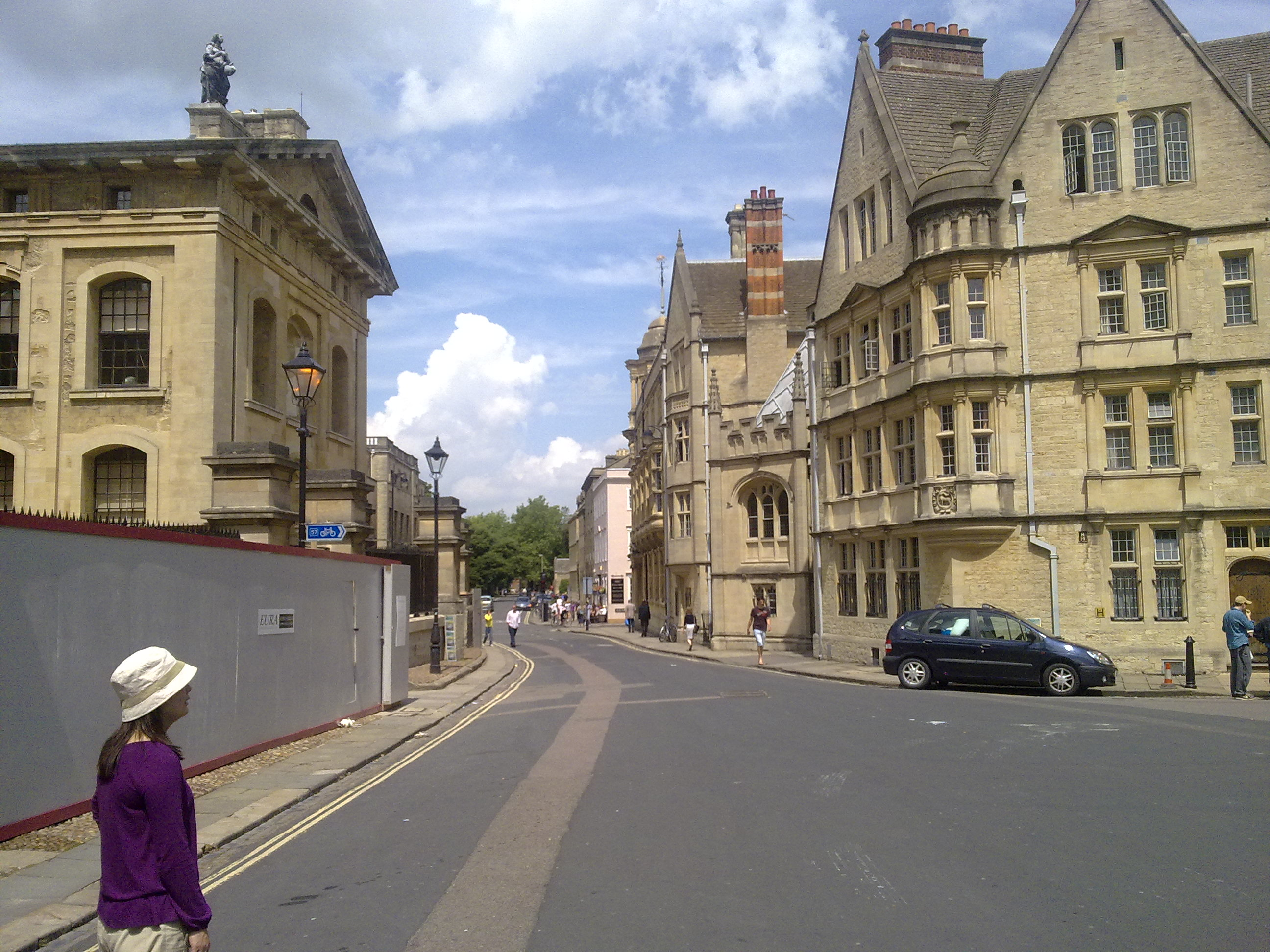
キャット・ストリート、ボドリアン図書館の外から、北のパークス・ロード方面を望む。

キャット・ストリート (Catte Street) は、イングランド、オックスフォード中心部にある歴史的なストリート。

## 位置
キャット・ストリートは南北に走り、パークス・ロードとして北に続いている（ブロード通りとホリウェル・ストリートの交差点の向こう）。ラドクリフ広場の東側を通り、南のハイ・ストリートとの交差点を形成する。
西の北端には、ブロード通りのクラレンドン・ビルディングがあり、シェルドニアン劇場が近くにある。すぐ南にはボドリアン図書館がある。東には近代史学部（旧インディアン・インスティテュートの建物）とハートフォード・カレッジの一部であるニュー・カレッジ・レーンに架かるため息橋がある。
東側のさらに南には、フェローはいるが学部生がいないカレッジであるオール・ソウルズ・カレッジがある。南端の西側には、ラドクリフ・カメラと大学のメイン教会である聖母マリア大学教会がハイ・ストリートにある。
通りの南端、ハイ・ストリートとの交差点付近は、1973年以来、舗装されて歩行者専用になっている。

## 歴史
この通りの名前は、13世紀初頭にKattestreete、1442年にMousecatchers' Lane (Vicus Murilegorum) 、18世紀にCat Street（キャット・ストリート）として記録された。19世紀半ばにCatherine Street（キャサリン・ストリート）になった。しかし、イースト・オックスフォードにはこの名前の通りがあり、1930年に市議会は15世紀の綴りを使用して名前をCatte Street（キャット・ストリート）に変更した。
元々、この通りはニュー・カレッジ・レーンまで北上していたが、そこでは城壁が道を塞いでいた。ここから北へ向かう道はキャット・ストリートの一部になっているが、近代史学部は近くのブロード・ストリートに住所を置いている。
13世紀半ば、啓蒙者のウィリアム・デ・ブレイレスは土地を所有しており、聖母マリア大学教会の隣に彼の工房を持っていたと思われる。
この通りは、1973年にハイ・ストリートとの交差点の南側が歩道として歩行者専用化された。

## 文化関連
キャット・ストリートはフィリップ・プルマンのフィクション作品、ライラの冒険 (His Dark Materials) 三部作とLyra's Oxfordで言及されている。
この通りは、1970年代の地元のジャズバンド（英語）、「キャット・ストリート・リズム・レイカーズ」 "Catte Street Rhythm Wreckers" の名前に影響を与えた。

## ギャラリー

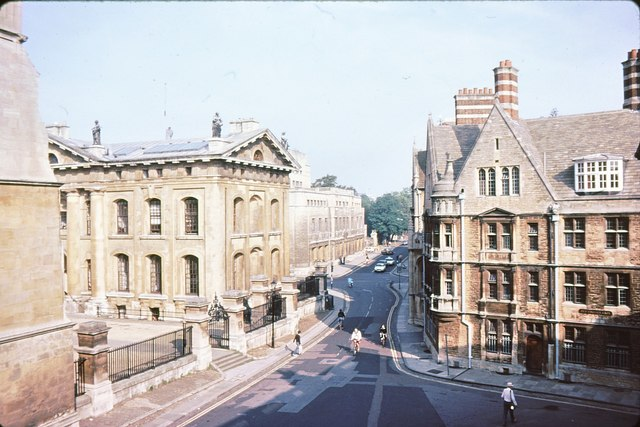
ハートフォード・カレッジからキャット・ストリートを北上し、遠方にパークス・ロード（英語版）を望む。
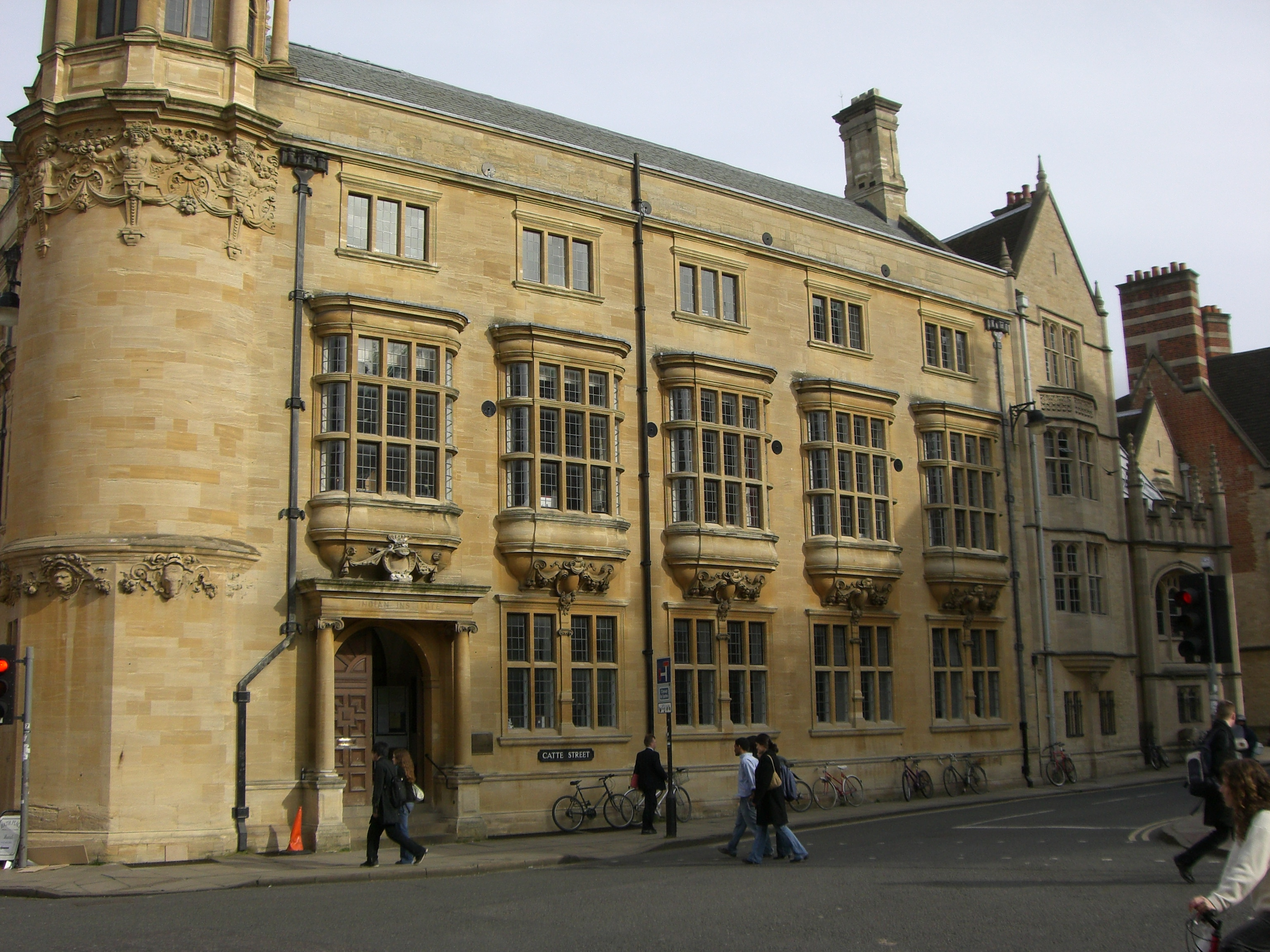
キャット・ストリートの北端、東側にあるインディアン・インスティテュート。
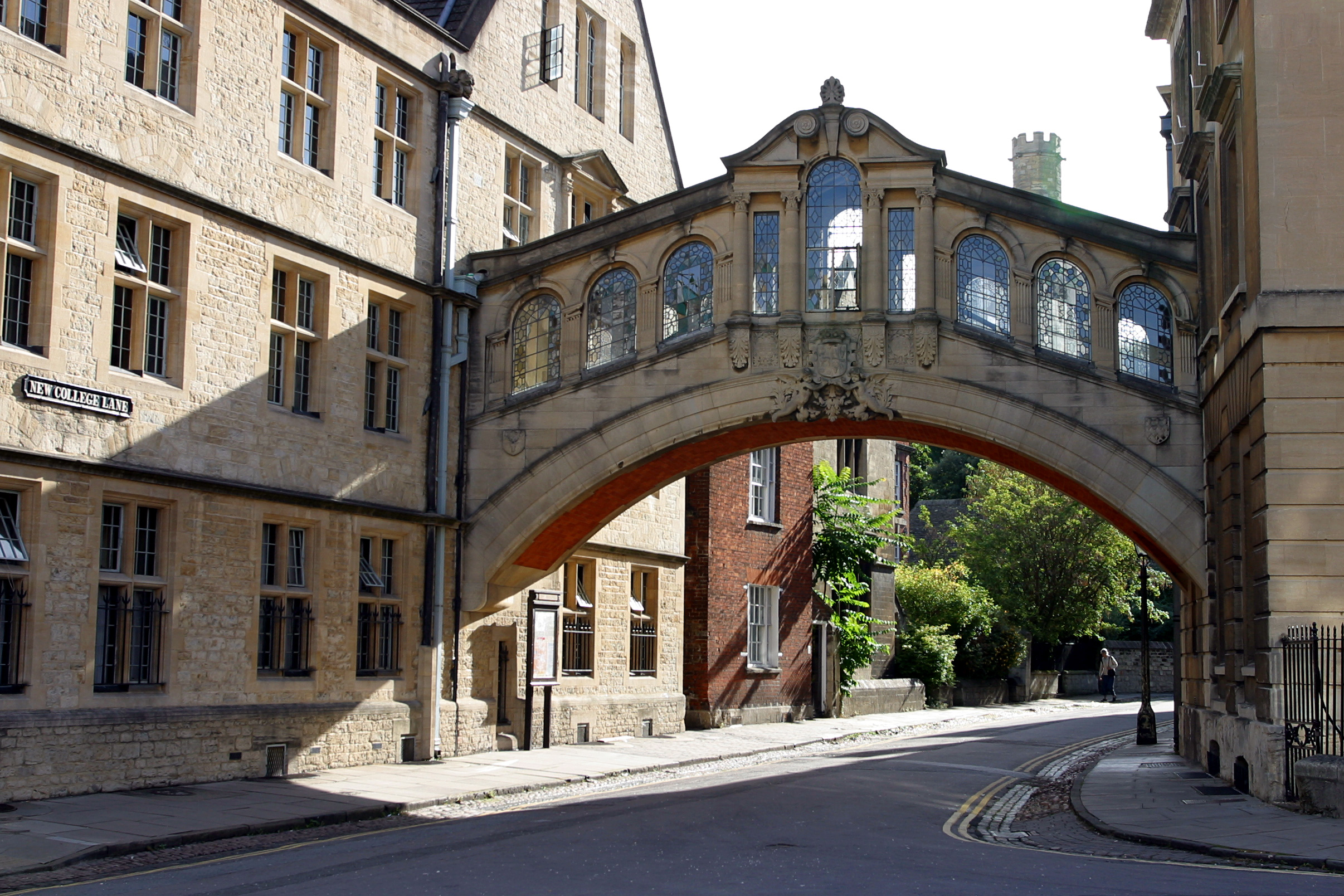
キャット・ストリートからの溜め息の橋。
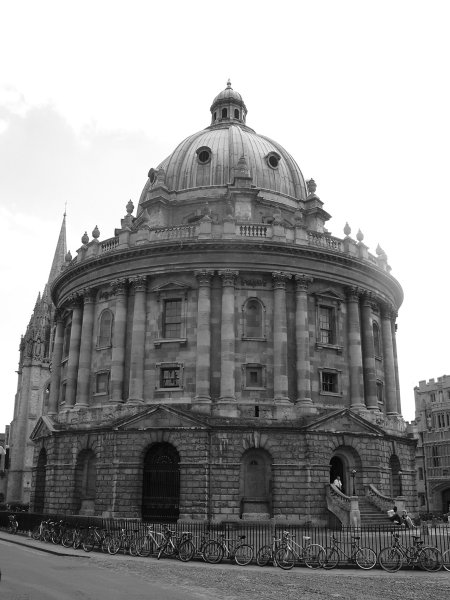
キャット・ストリートからのラドクリフ・カメラ。
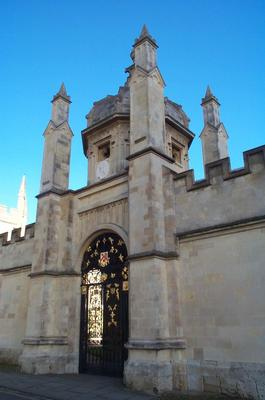
キャット・ストリートの東側にあるオール・ソウルズ・カレッジの装飾的な欄干のある門。
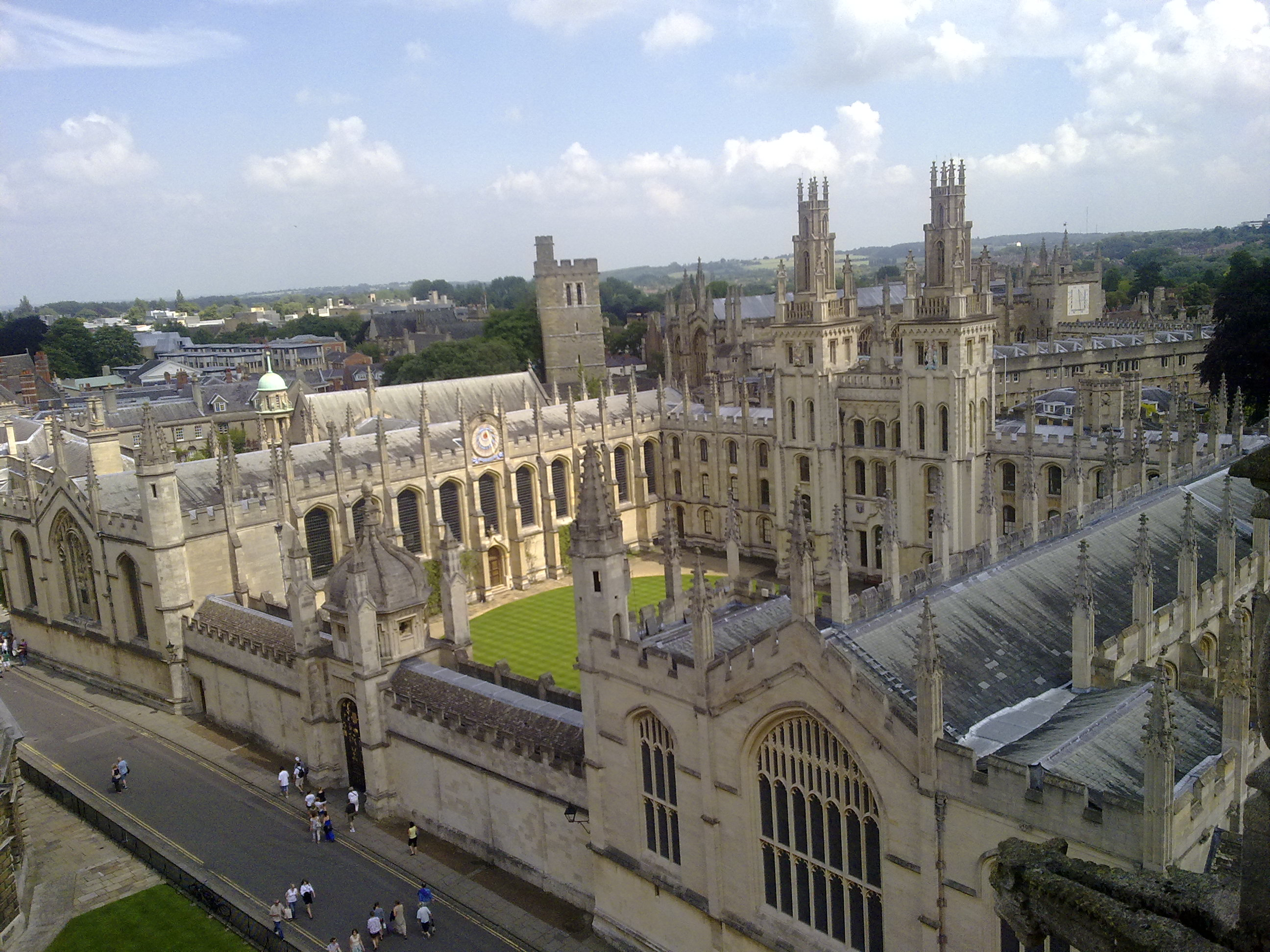
聖母マリア大学教会から見たキャット・ストリートの南端。
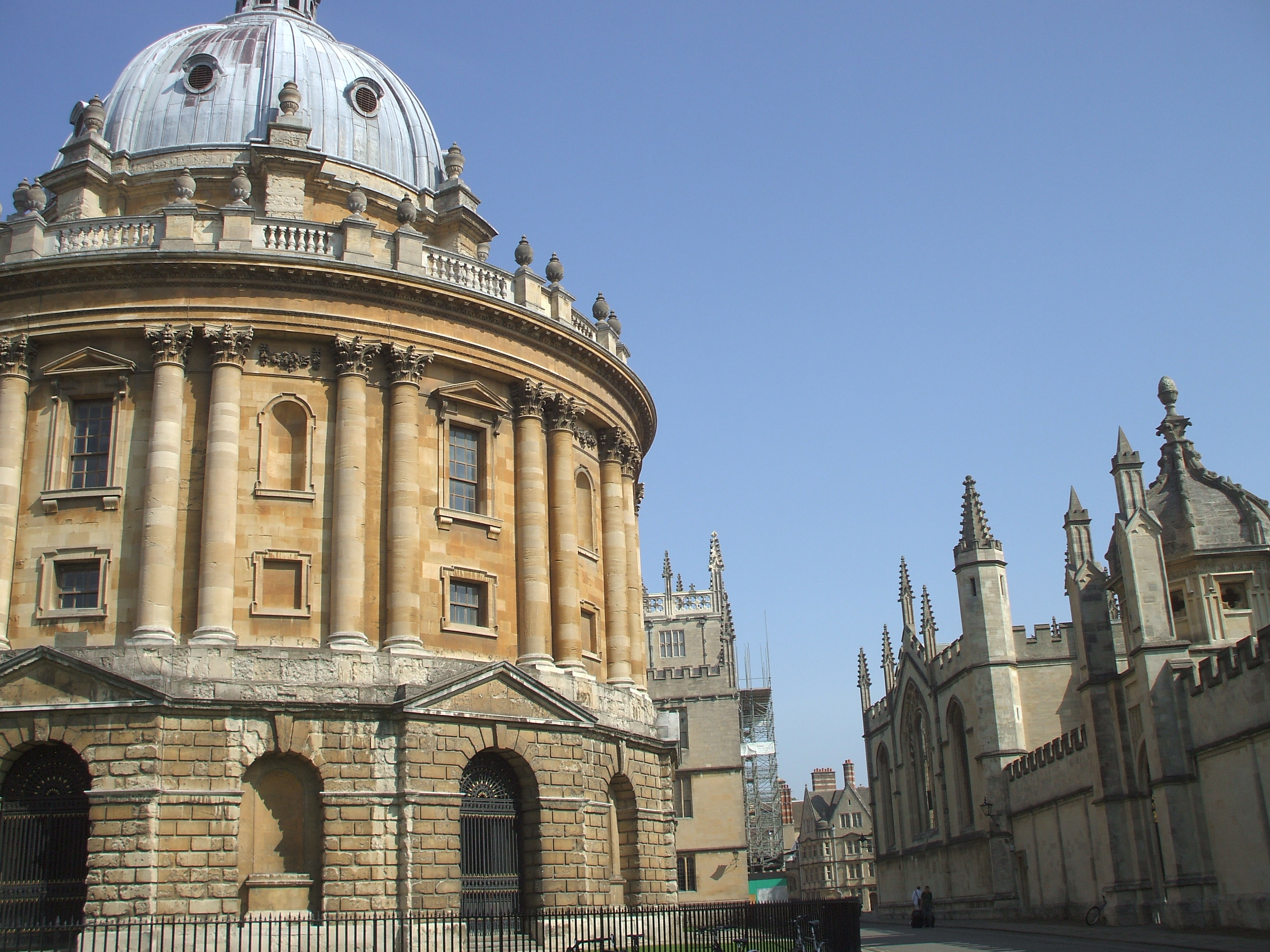
キャット・ストリート、ラドクリフ・カメラの南側、聖母マリア大学教会の端から北側を見る。
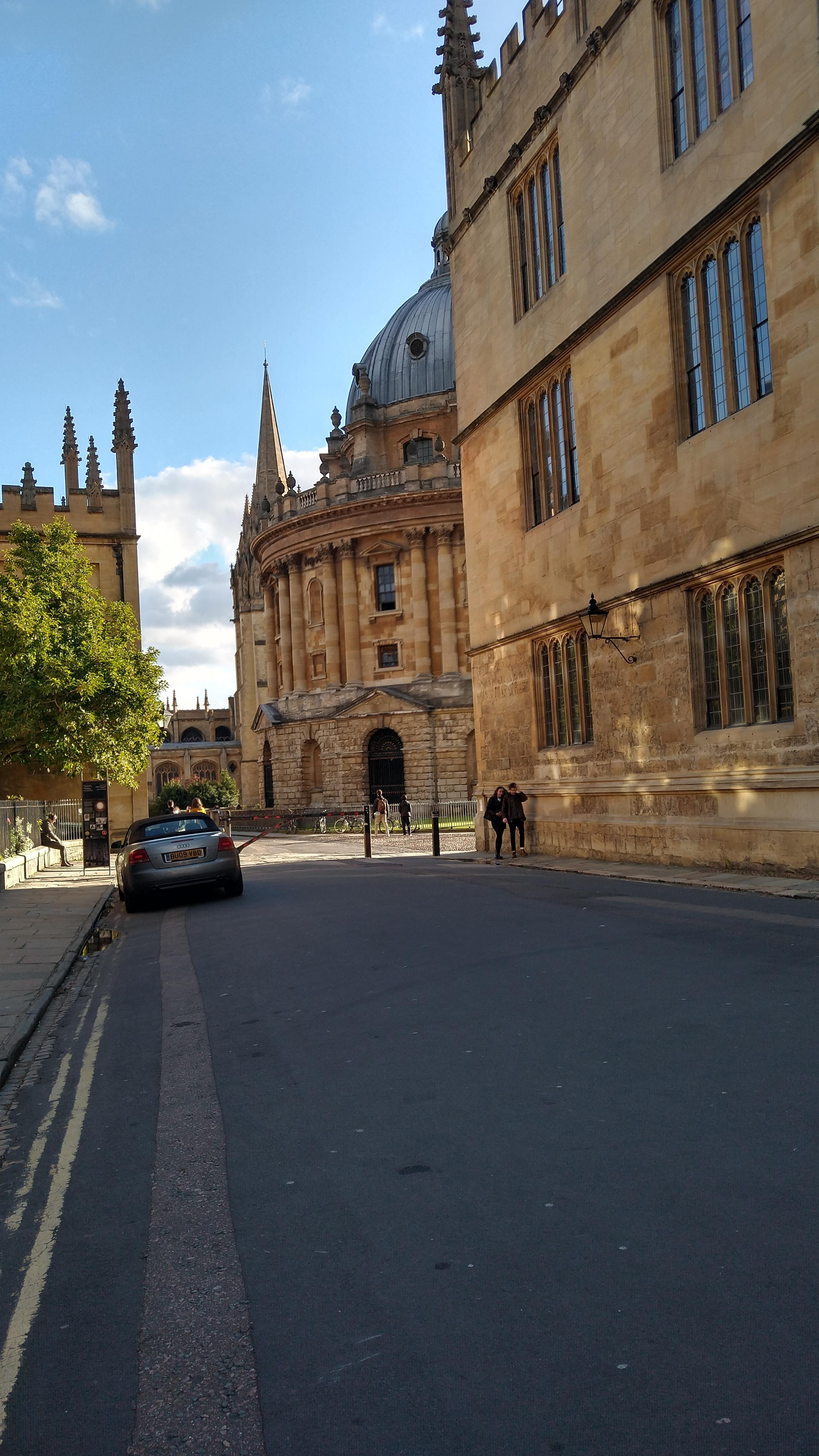
ハートフォード・カレッジとボドリアン図書館の外からラドクリフ・カメラに向かって南を見たキャット・ストリート。